# Campeonato Mundial de Patinação Artística no Gelo de 1928
O Campeonato Mundial de Patinação Artística no Gelo de 1928 foi a vigésima sexta edição do Campeonato Mundial de Patinação Artística no Gelo, um evento anual de patinação artística no gelo organizado pela União Internacional de Patinação (em inglês:  International Skating Union) onde os patinadores artísticos competem pelo título de campeão mundial. Nesta edição as competições individual masculina foi disputada entre os dias 25 de fevereiro e 26 de fevereiro na cidade de Berlim, Alemanha; e as competições individual feminina e de duplas foram disputadas entre os dias 5 de março e 6 de março na cidade de Londres, Reino Unido.

## Eventos
- Individual masculino
- Individual feminino
- Duplas

## Medalhistas
| Evento                        | Ouro                                 | Prata                                | Bronze                                   |
| Individual masculino detalhes | Willy Böckl · Áustria                | Karl Schäfer · Áustria               | Hugo Distler · Áustria                   |
| Individual feminino detalhes  | Sonja Henie · Noruega                | Maribel Vinson · Estados Unidos      | Fritzi Burger · Áustria                  |
| Duplas detalhes               | Andrée Joly · Pierre Brunet · França | Lilly Scholz · Otto Kaiser · Áustria | Melitta Brunner · Ludwig Wrede · Áustria |

## Resultados

### Individual masculino
| Pos.              | Nome              | Nacionalidade  | Pontos |
| ----------------- | ----------------- | -------------- | ------ |
| Medalha de ouro   | Willy Böckl       | Áustria        | 5.5    |
| Medalha de prata  | Karl Schäfer      | Áustria        | 11.5   |
| Medalha de bronze | Hugo Distler      | Áustria        | 22     |
| 4                 | John F. Page      | Reino Unido    | 25     |
| 5                 | Roger Turner      | Estados Unidos | 26     |
| 6                 | Ludwig Wrede      | Áustria        | 27     |
| 7                 | Montgomery Wilson | Canadá         | 29     |
| 8                 | Paul Franke       | Alemanha       | 35     |
| 9                 | Jack Eastwood     | Canadá         | 44     |
| 10                | Nathaniel Niles   | Estados Unidos | 50     |

### Individual feminino
| Pos.              | Nome             | Nacionalidade  | Pontos |
| ----------------- | ---------------- | -------------- | ------ |
| Medalha de ouro   | Sonja Henie      | Noruega        | 6      |
| Medalha de prata  | Maribel Vinson   | Estados Unidos | 13     |
| Medalha de bronze | Fritzi Burger    | Áustria        | 15     |
| 4                 | Constance Wilson | Canadá         | 18     |
| 5                 | Melitta Brunner  | Áustria        | 23     |
| 6                 | Kathleen Shaw    | Reino Unido    | 30     |

### Duplas
| Pos.              | Nome                                     | Nacionalidade  | Pontos |
| ----------------- | ---------------------------------------- | -------------- | ------ |
| Medalha de ouro   | Andrée Joly / Pierre Brunet              | França         | 7      |
| Medalha de prata  | Lilly Scholz / Otto Kaiser               | Áustria        | 8      |
| Medalha de bronze | Melitta Brunner / Ludwig Wrede           | Áustria        | 18     |
| 4                 | Ethel Muckelt / John F. Page             | Reino Unido    | 18     |
| 5                 | Beatrix Loughran / Sherwin Badger        | Estados Unidos | 25     |
| 6                 | Maude Smith / Jack Eastwood              | Canadá         | 33.5   |
| 7                 | Theresa Weld Blanchard / Nathaniel Niles | Estados Unidos | 35     |
| 8                 | Kathleen Lovett / Proctor Burman         | Reino Unido    | 35.5   |

## Quadro de medalhas
| Ordem | País           | Medalha de ouro | Medalha de prata | Medalha de bronze |   | Ordem por total |
| ----- | -------------- | --------------- | ---------------- | ----------------- | - | --------------- |
| 1     | Áustria        | 1               | 2                | 3                 | 6 | 1               |
| 2     | França         | 1               |                  |                   | 1 | 2               |
| 2     | Noruega        | 1               |                  |                   | 1 | 2               |
| 4     | Estados Unidos |                 | 1                |                   | 1 | 2               |
| TOTAL | TOTAL          | 3               | 3                | 3                 | 9 | —               |